# Mina El Hammani
Mina El Hammani (Madrid, 29 de novembro de 1993) é uma atriz espanhola de ascendência marroquina, mais conhecida por interpretar Nadia Shanaa na série de televisão Élite.

## Biografia
El Hammani nasceu e cresceu em Madrid, Espanha. Ela iniciou sua carreira de atriz em 2014.

## Filmografia

### Televisão
| Ano       | Título                                | Papel               | Notas         |
| --------- | ------------------------------------- | ------------------- | ------------- |
| 2015      | Centro médico                         | Amina               | 1 Episódio    |
| 2015-2016 | El Príncipe                           | Nur                 | 15 Episodios  |
| 2016      | La que se avecina                     | Fátima              | 1 Episódio    |
| 2017      | The State                             | Chica de la revista | 1 Episodio    |
| 2017-2018 | Servir y proteger                     | Salima Ben Ahmed    | 200 Episódios |
| 2018-2021 | Élite                                 | Nadia Shanaa        | 27 Episódios  |
| 2021      | El Internado: Las Cumbres             | Elvira              | 8 episódios   |
| 2021      | Élite: historias breves: Nadia Guzmán | Nadia Shanaa        | 3 episódios   |